# Pteleopsis suberosa
Espèce
Pteleopsis suberosa est une espèce de plantes à fleurs du genre Pteleopsis de la famille des Combretaceae.
Selon Plants of the World Online, c'est un synonyme de Terminalia engleri. C'est un arbuste ou un petit arbre trouvé en Afrique de l'Ouest. Il pousse en milieu tropical à saison sèche.

## Répartition
On la trouve en Afrique de l'Ouest : Sénégal, Guinée, Mali, Côte d'Ivoire, Burkina Faso, sud-ouest du Niger, Ghana, Togo, Bénin, sud-ouest du Nigeria, Guinée-Bissau.